# Convenția de la Montreux
Convenția de la Montreux cu privire la statutul strâmtorilor este un acord din 1936, încheiat la Montreux în Elveția, prin care Turcia obține controlul asupra strâmtorilor Bosfor și Dardanele.
     Strâmtoarea Bosfor
     Strâmtoarea Dardanele

Strâmtoarea Bosfor
Strâmtoarea Dardanele

Conferința privind regimul strâmtorilor Mării Negre a avut loc între 22 iunie — 21 iulie la Montreux (Elveția). La ea au participat Turcia, URSS, Marea Britanie, Franța, Bulgaria, România, Grecia, Iugoslavia, Australia și Japonia. Conferința a fost convocată de către Turcia în scopul revederii acordului strâmtorilor, adoptat la Conferința de la Lausanne din 1922-23. Italia a refuzat să participe la conferință, întrucât țările participante au susținut sancțiunile internaționale contra Italiei în legătură cu situația din Etiopia.
Convenția de la Montreux a conferit Turciei dreptul de a militariza zona strâmtorilor în situație de conflict armat.
Astfel este garantată libertatea de trecere pentru toate navele civile în timp de pace, iar navele militare sunt supuse unor limitări, cum ar fi: obligativitatea transmiterii unei notificări cu 8 zile (pentru statele riverane), respectiv 15 zile înaintea tranzitului către autoritățile turce, care, la rândul lor, trebuie să informeze părțile la convenție; limitarea tipulu, numărului și tonajului navelor de luptă aparținând altor țări decât cele riverane Mării Negre, staționarea acestor nave este limitată la 21 de zile consecutiv; nu este permis accesul portavioanelor și submarinelor.
În situații de război și Turcia este neutră, nici o navă de luptă aparținând țărilor beligerante nu poate traversa strâmtorile Bosfor și Dardanele, excepție făcând doar situația în care acestea se întorc în portul de plecare. De asemenea, pe timp de război, Turcia are dreptul să ia deciziile pe care le consideră potrivite și poate autoriza tranzitul oricărei nave.